# Рептиліоморфи
Рептиліоморфи (Reptiliomorpha) — клада чотириногих, що мають характеристики як рептилій, так і амфібій.
Виникли на початку кам'яновугільного періоду. Включали як водні, так і наземні форми. До середини пермського періоду в результаті масового пермсько-тріасового вимирання всі наземні форми вимерли, за винятком родини Chroniosuchidae і амніот (що виникли в кінці кам'яновугільного періоду). Перші існували до кінця нижнього тріасу,
тоді як амніоти до сьогодення процвітають і диверсифікуються.
Ознаки відрізняючі рептиліоморфи від інших амфібій: вузька передня щелепа і, відповідно, відносно невелика відстань між ніздрями; відмінна від інших амфібій будова сошників (кісток неба); п'ятипалі передні кінцівки і загальна фалангова формула для кінцівок 2.3.4.5.4-5. З останньою ознакою є невеликі проблеми: за деякими повідомленнями серед темноспондільних також зустрічалися п'ятипалі форми

## Таксономія
Класифікація за Бентоном (Benton (1997)):
- Надклас Tetrapoda
  - Надряд Reptiliomorpha
    - Родина Caerorhachidae
    - Родина Tokosauridae
    - Ряд Хроніозухи (Chroniosuchia)
      - Родина Bystrowianidae
      - Родина Chroniosuchidae

    - Ряд Embolomeri
      - Родина Eoherpetontidae
      - Родина Anthracosauridae
      - Родина Proterogyrinidae
      - Родина Eogyrinidae
      - Родина Archeriidae

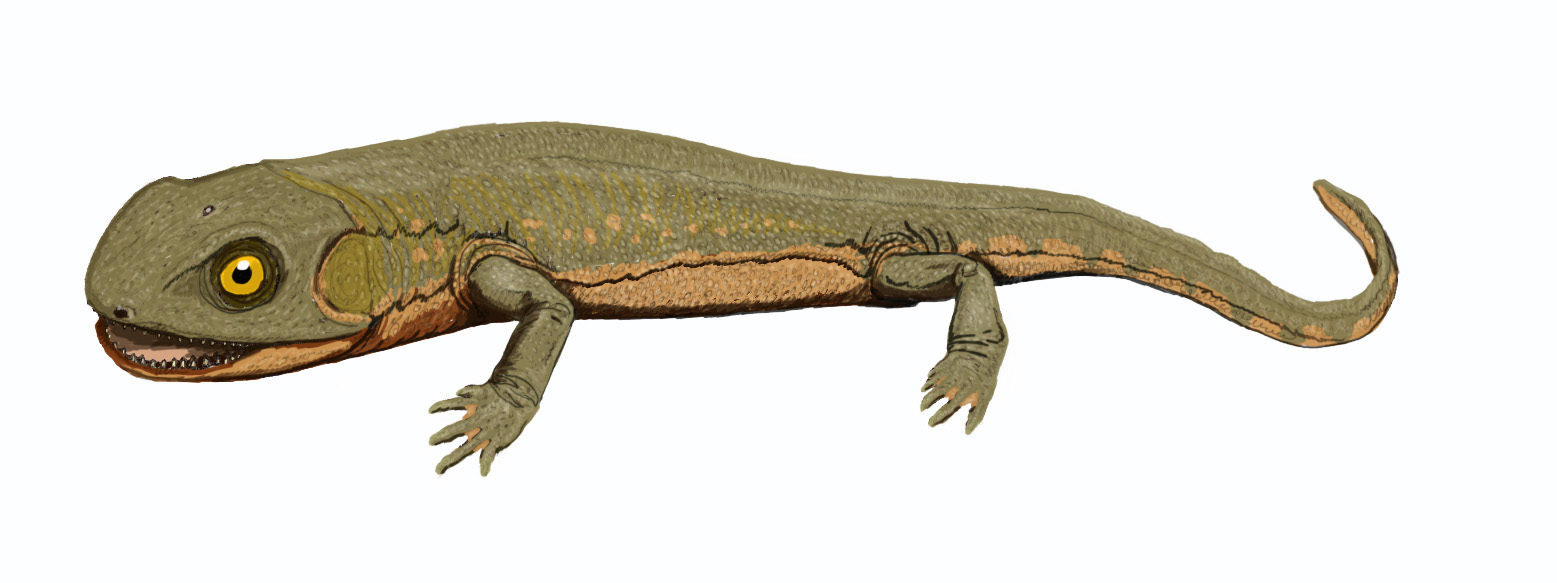
Discosauriscus.

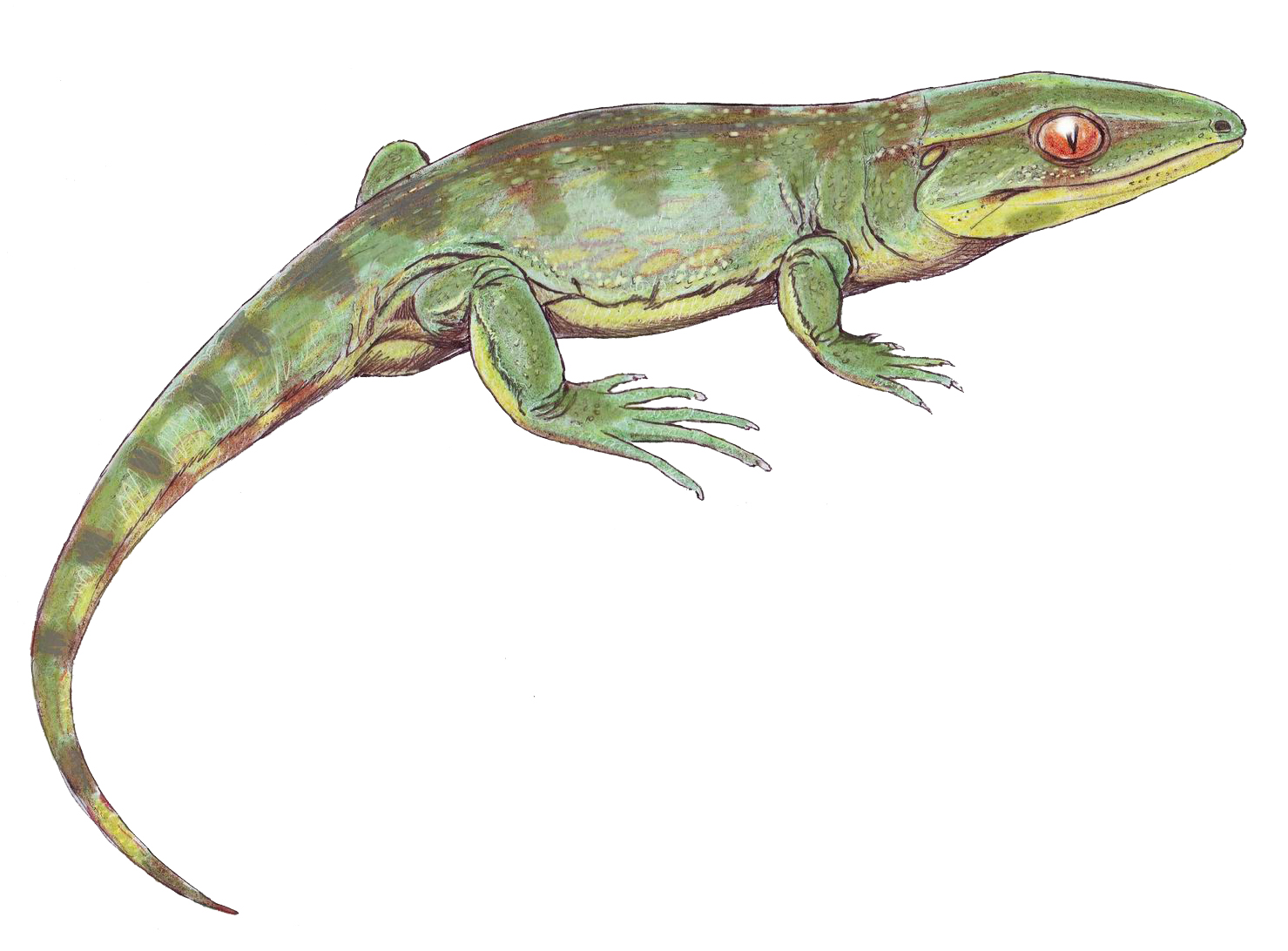
Gephyrostegus.

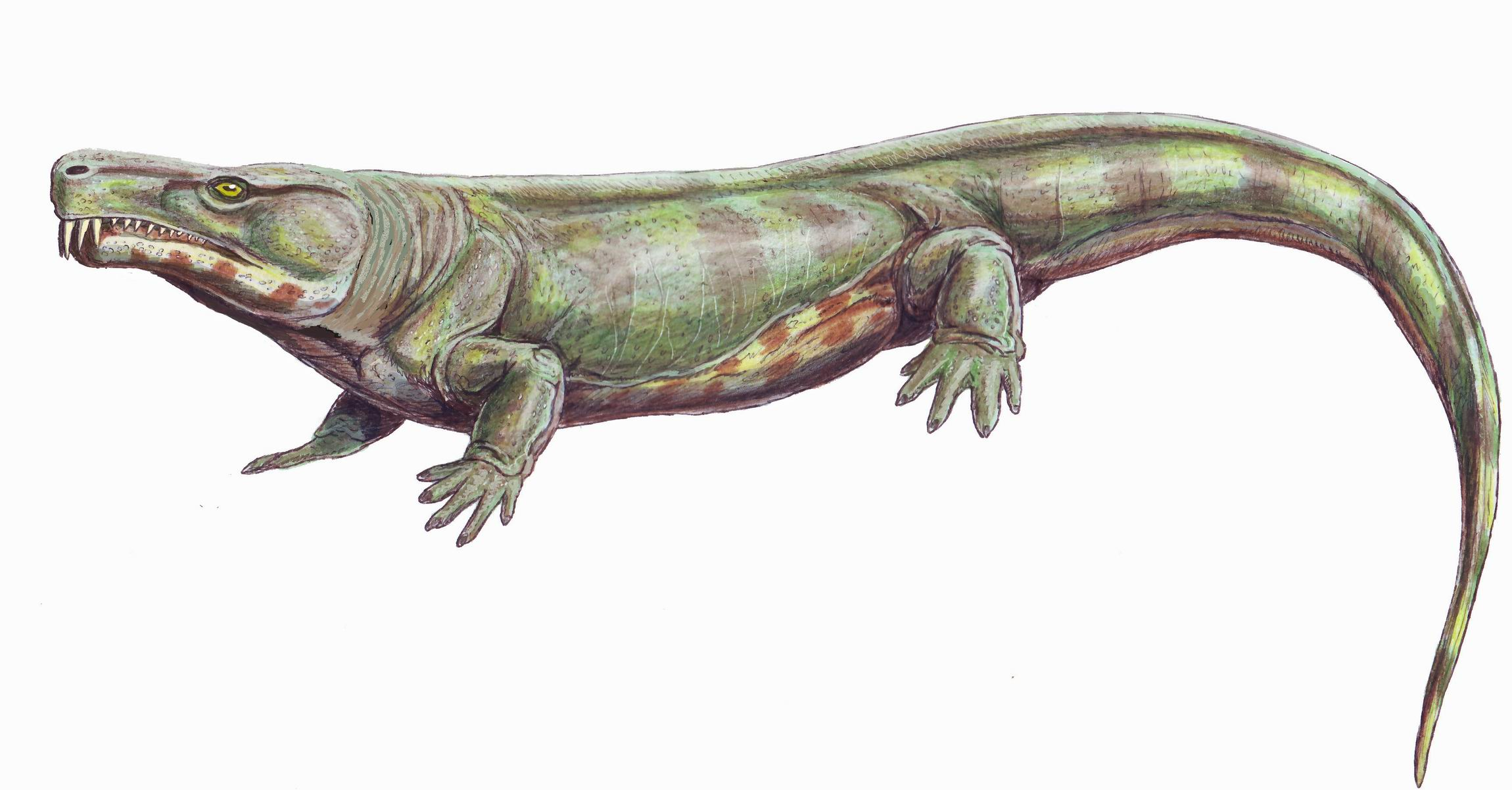
Limnoscelis.

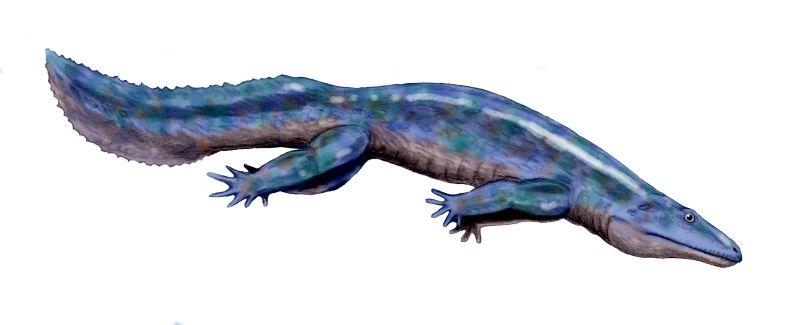
Diplovertebron.

    - Ряд Сеймуриаморфи (Seymouriamorpha)
      - Родина Kotlassiidae
      - Родина Discosauriscidae
      - Родина Seymouriidae

    - Ряд Diadectomorpha
      - Родина Limnoscelidae
      - Родина Diadectidae

    - Клад Amniota